# Canton de Crest-Sud
Le canton de Crest-Sud est une ancienne division administrative française située dans le département de la Drôme, en région Rhône-Alpes, dans l'arrondissement de Die. À la suite du nouveau découpage territorial du département de la Drôme entré en vigueur à l'occasion des élections départementales de mars 2015, toutes les communes du canton se retrouvent rattachées au nouveau canton de Crest à l'exception des communes de Saou, Francillon-sur-Roubion, Soyans et Puy-Saint-Martin qui sont, pour leur part, rattachées au nouveau canton de Dieulefit.

## Composition
| Nom                    | Code Insee | Intercommunalité                      | Population (dernière pop. légale)             |
| ---------------------- | ---------- | ------------------------------------- | --------------------------------------------- |
| Crest (chef-lieu)      | 26108      | CC du Crestois et du pays de Saillans | Fraction : 2 288(2012) Commune : 8 211 (2014) |
| Autichamp              | 26021      | CC du Val de Drôme en Biovallée       | 129 (2014)                                    |
| Chabrillan             | 26065      | CC du Val de Drôme en Biovallée       | 678 (2014)                                    |
| Divajeu                | 26115      | CC du Val de Drôme en Biovallée       | 615 (2014)                                    |
| Francillon-sur-Roubion | 26137      | CC du Val de Drôme en Biovallée       | 184 (2014)                                    |
| Grane                  | 26144      | CC du Val de Drôme en Biovallée       | 1 858 (2014)                                  |
| Piégros-la-Clastre     | 26234      | CC du Crestois et du pays de Saillans | 831 (2014)                                    |
| Puy-Saint-Martin       | 26258      | CA Montélimar-Agglomération           | 862 (2014)                                    |
| La Répara-Auriples     | 26020      | CC du Val de Drôme en Biovallée       | 225 (2014)                                    |
| La Roche-sur-Grane     | 26277      | CC du Val de Drôme en Biovallée       | 173 (2014)                                    |
| Saou                   | 26336      | CC du Val de Drôme en Biovallée       | 527 (2014)                                    |
| Soyans                 | 26344      | CC du Val de Drôme en Biovallée       | 368 (2014)                                    |

## Représentation

### conseillers généraux de 1833 à 2015
| Période | Période      | Identité                                   | Étiquette            | Qualité |
| ------- | ------------ | ------------------------------------------ | -------------------- | --- |
| 1833    | 1842         | Jean François Moutier (1790-1858)          |                      | Avocat, maire de Crest |
| 1842    | 1848         | Narcisse Raspail                           |                      | Notaire à Grane |
| 1848    | 1852         | Adrien Dumont                              |                      | Avocat, propriétaire à Die |
| 1852    | 1871         | Pierre-Henri Borel (de) Soubeyran (1795-?) |                      | Négociant en drap, propriétaire à Crest |
| 1871    | 1892         | Félix Perrier                              | Républicain          | Négociant en truffes noires Maire de Crest |
| 1892    | 1904         | Maurice Long                               | Républicain -Radical | Avocat, puis Substitut du Procureur de la République à Montpellier puis à Lyon Député (1910-1923), propriétaire à Chabrillan Ministre du Ravitaillement (1917) |
| 1904    | 1919         | Joseph Félix Silvestre                     | Républicain -Radical | Agriculteur - Maire de Divajeu |
| 1919    | 1940         | Mathieu Louis Chanas                       | Rad.                 | Industriel Maire de Grane (1900-?) |
|         |              |                                            |                      | |
| 1942    | 1944 (décès) | André Berthezène (1906-1944)               | PPF                  | Maire de Saou Cultivateur Nommé conseiller départemental en 1942                                                                                               |
|         |              |                                            |                      | |
| 1945    | 1951         | Hector Gille                               | SFIO                 | Cultivateur Adjoint puis Maire de Grane |
| 1951    | 1976         | Louis Jouve                                | DVD                  | Agriculteur, Maire d'Auriples |
| 1976    | 2015         | Jean-Pierre Tabardel                       | PS puis PRG          | Chercheur à l'INRA Maire de Crest de 1989 à 1995 |

### Conseillers d'arrondissement de 1833 à 1940
| Période                                  | Période      | Identité                           | Étiquette                | Qualité |
| ---------------------------------------- | ------------ | ---------------------------------- | ------------------------ | --- |
| 1833                                     | 1842         | M. Duchesne                        |                          | Avocat à Grenoble, propriétaire à Grane                                                                     |
| 1842                                     | 1848         | Alexandre Faure-Bonnet             |                          | Propriétaire à Crest                                                                                        |
| 1848                                     | 1864         | M. Aribat                          |                          | Propriétaire, maire de Grane                                                                                |
| 1864                                     | 1870         | M. Crozat                          |                          | Maire de Puy-Saint-Martin                                                                                   |
| 1870                                     | 1880         | Paul Antoine Félix Marcien Meilhon |                          | Notaire à Puy-Saint-Martin                                                                                  |
| 1880                                     | 1889         | M. Borel                           |                          | Médecin à Puy-Saint-Martin                                                                                  |
| 1889                                     | 1890 (décès) | Louis-Henri Cadet-Chalvet          | Républicain              | Notaire à Grane                                                                                             |
| 1890                                     | 1919         | Auguste-Jules Cordeil              | Républicain puis Radical | Agriculteur - Maire de Soyans                                                                               |
| 1919                                     | 1937         | Victor Pierre Gabriel Gontard      | Radical                  | Maire de Saou                                                                                               |
| 1937                                     | 1940         | Auguste Arbaud                     | Radical anticommuniste   | Agriculteur, maire de Piégros-la-Clastre                                                                    |
| 1940                                     |              |                                    |                          | Les conseils d'arrondissement ont été suspendus par la loi du 12 octobre 1940 et n'ont jamais été réactivés |
| Les données manquantes sont à compléter. |              |                                    |                          | |

## Démographie
| 1962 | 1968 | 1975 | 1982 | 1990  | 1999  | 2006  | 2011  | 2012  |
| ---- | ---- | ---- | ---- | ----- | ----- | ----- | ----- | ----- |
| -    | -    | -    | -    | 6 962 | 7 638 | 8 079 | 8 581 | 8 614 |